# Ludvík I. Flanderský
Ludvík I. Flanderský (francouzsky Louis de Dampierre, Louis de Nevers, Louis de Crécy, nizozemsky Lodewijk van Crécy, 1304? – 26. srpna 1346 Kresčak) byl hrabě z Flander, Nevers a Rethelu. Během svého života se opakovaně snažil o vypořádání se vzpourami ve Flandrech a zemřel na francouzské straně v bitvě u Kresčaku.

## Život

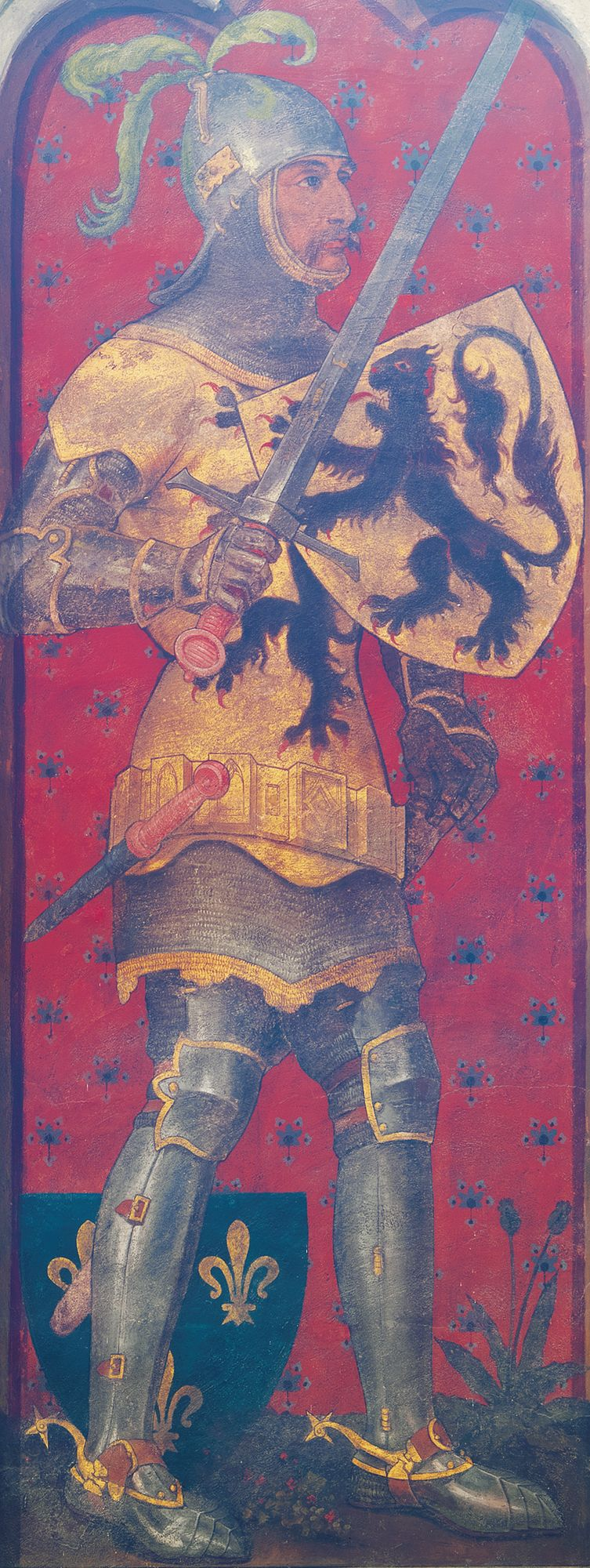
Ludvík Flanderský (kostelní malba v Courtrai)

Byl synem Ludvíka z Nevers a Jany z Rethelu. Po matce zdědil rethelské hrabství a roku 1322 se stal nástupcem svého děda flanderského hraběte Roberta III. V létě roku 1320 sňatkem s Markétou, dcerou francouzského krále Filipa V. zpečetil mírovou smlouvu s Francií a přerušil tradiční flanderské spojenectví s anglickou korunou. Roku 1325 mu Karel IV. pomohl ze zajetí vlastních pánů a v srpnu roku 1328 mu Filip VI. v bitvě u Casselu dopomohl k opětovnému získání flanderského hrabství. Následovala konfiskace majetku vzbouřenců. Poklid nevydržel dlouho, následovalo další povstání pod vedením Jakuba z Artevelde.
| „                | ...jistý muž z města Gentu, který se jmenoval Jakub van Artevelde, využiv těchto rozporů, dosáhl ve Flandrech takové moci a takového vlivu, že všechno se dělo po jeho... to kvůli němu nezbylo hraběti flanderskému, než aby i s chotí a synem Louisem opustil svou zemi a uchýlil se do Francie... | “ |
| — Jean Froissart | |   |

Roku 1339 hrabě odešel hledat pomoc na francouzský dvůr, snažil se zamezit spojenectví svých zemí s Anglií a o sedm let později našel v bitvě u Kresčaku svou smrt.
| „                | ... hrabě Alençon a hrabě flanderský doposud se svými lidmi s vervou bojovali pod vlastními korouhvemi - ani oni však nakonec neodolali síle Angličanů, byli pobiti, a s nimi mnozí další... | “ |
| — Jean Froissart | |   |

Byl pohřben v Bruggách, nástupcem se stal syn Ludvík z Male.